# Délinéateur en France

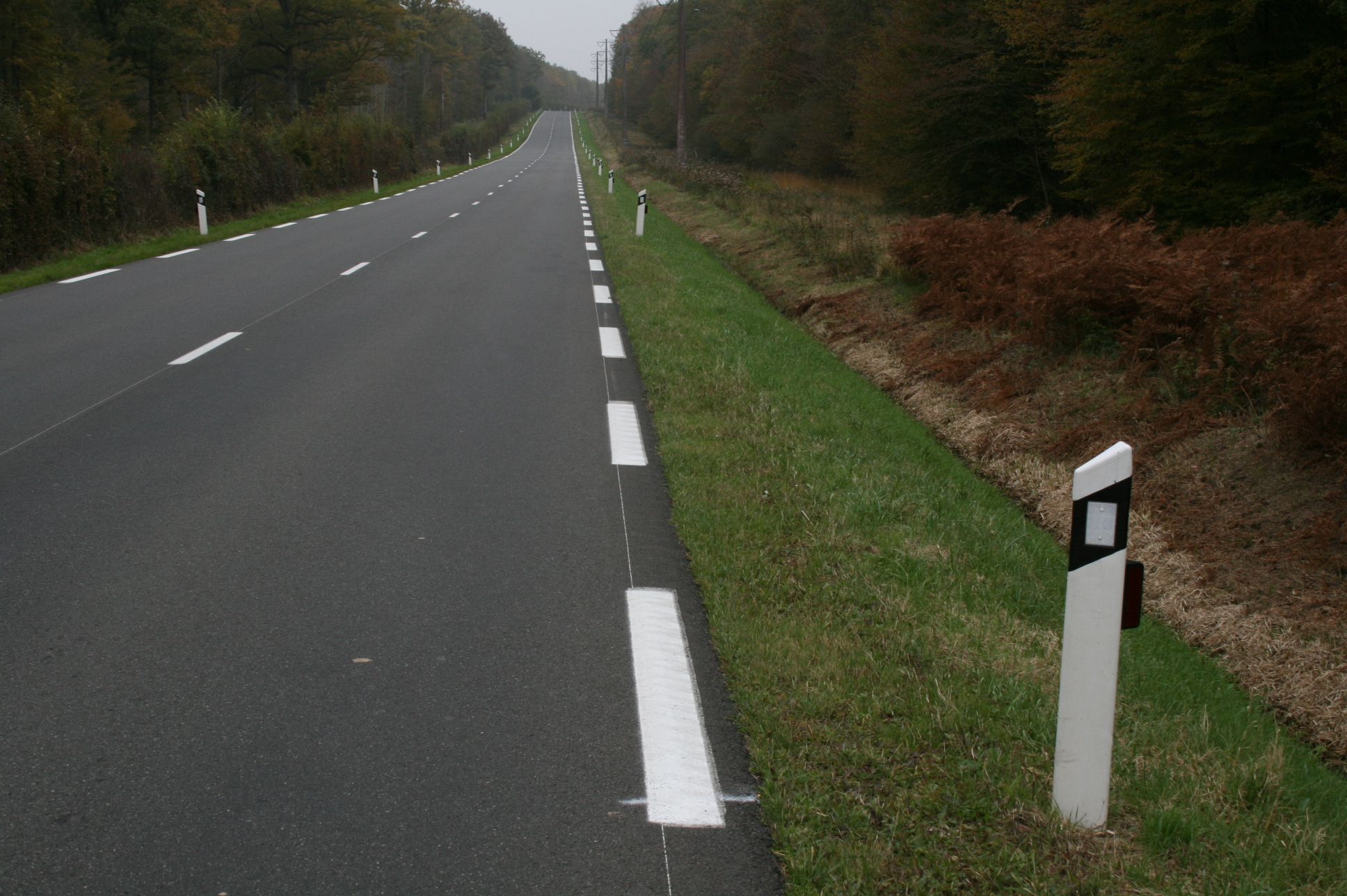
Alignements de délinéateurs

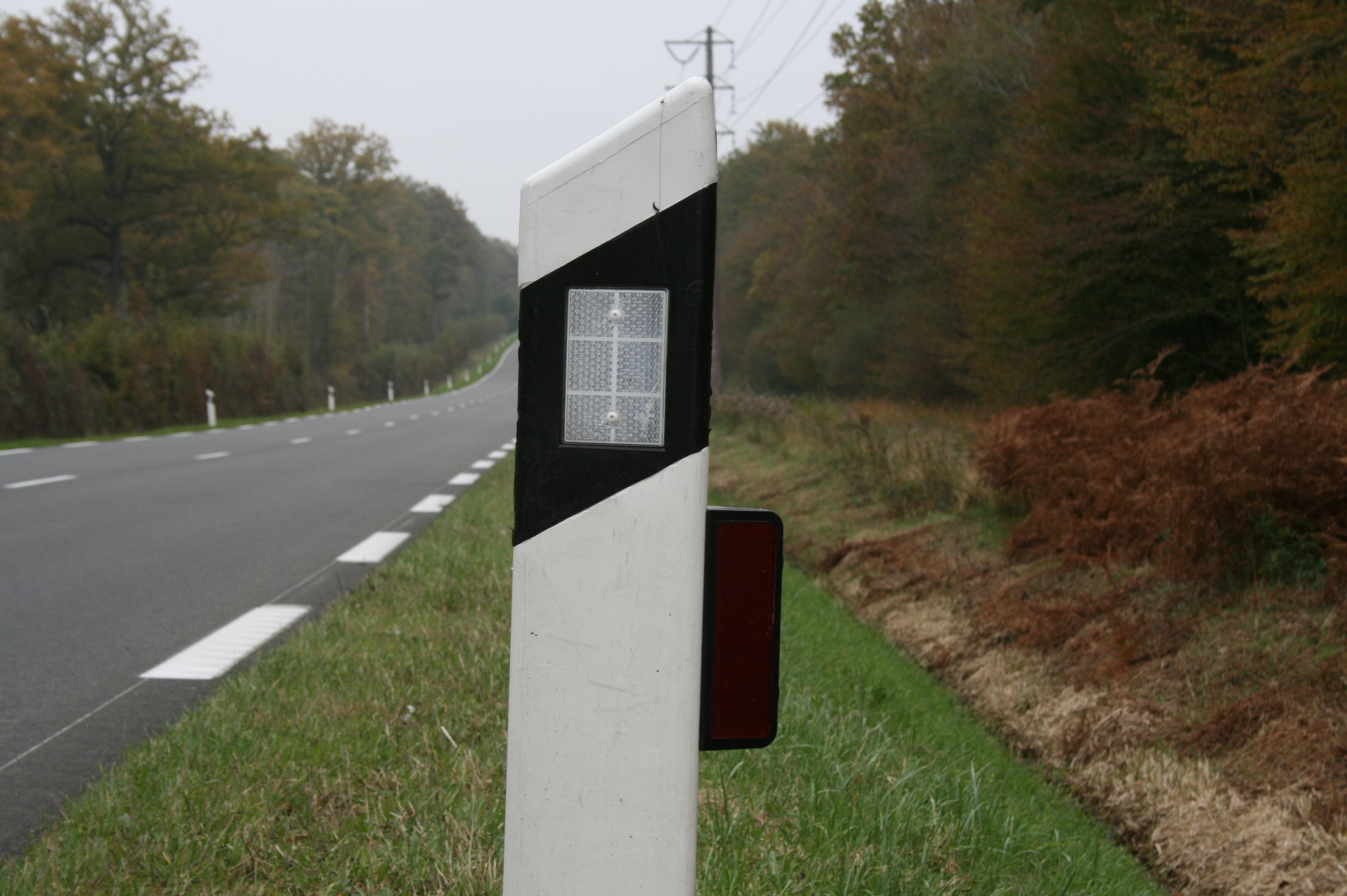
Plan rapproché d'un délinéateur équipé d'un réflecteur catadioptrique rouge destiné à effrayer les animaux sauvages

Un délinéateur est, en France, une balise de signalisation routière assurant le balisage des limites de chaussées, en complément du marquage. Il est codifié J6.

## Descriptif

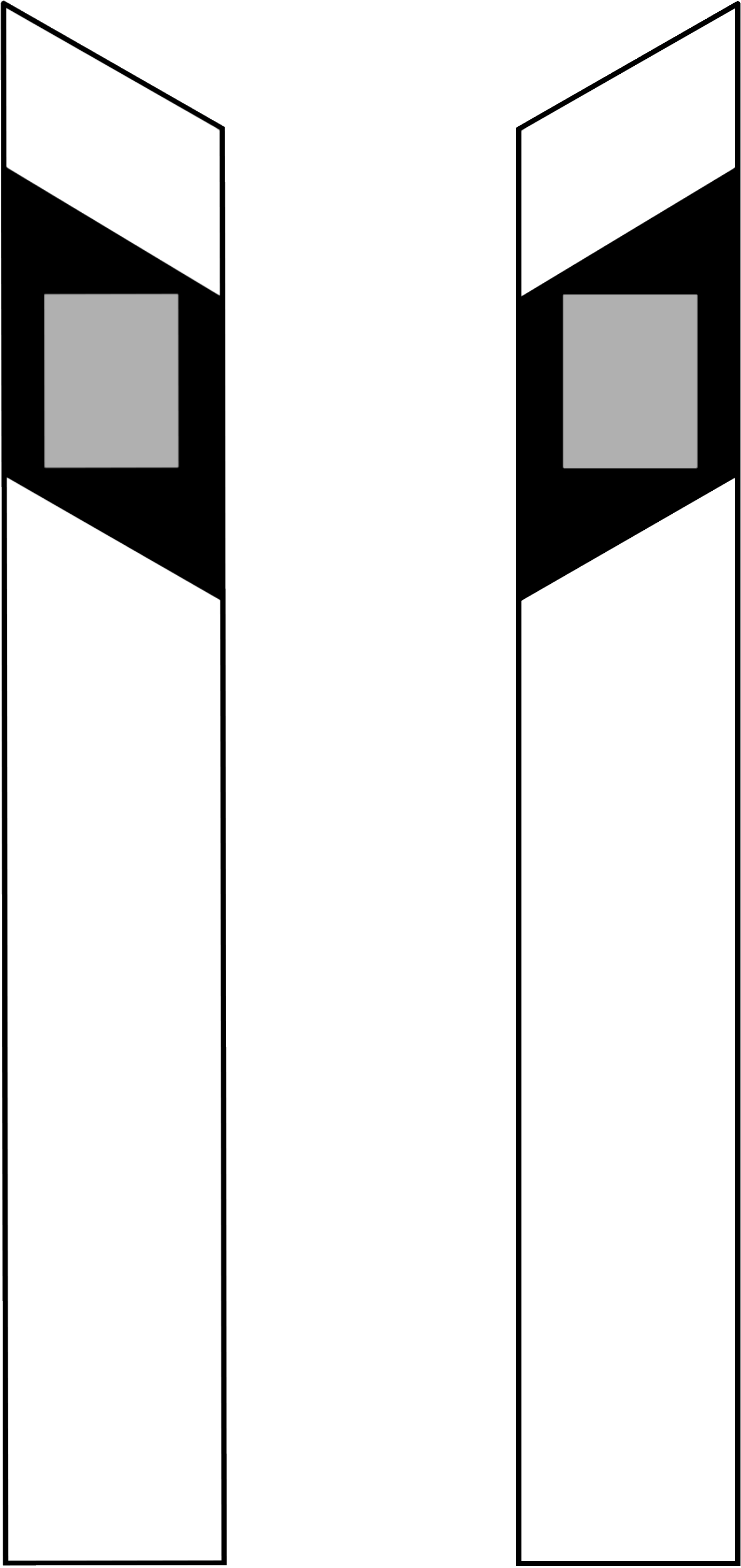
Délinéateurs J6

La balise J6 est de forme trapézoïdale; la hauteur hors-sol de sa petite base verticale est de 1000 mm et sa largeur de 150 mm. Elle comporte, sur une ou deux faces, une bande noire oblique à 30°, de 200 mm de haut, dont la pente est dirigée vers la chaussée. Cette bande comprend un dispositif rétroréfléchissant blanc de classe 2 ou catadioptrique, rectangulaire, mesurant 80 mm de large et 120 mm de haut.
Le délinéateur J6 peut aussi être fixé sur une base éjectable. La norme NF P 98-580 qui s'applique à la balise est remplacée par la norme NF EN 12899-3 en juin 2008[réf. souhaitée].

## Implantation
Les balises J6 sont implantées des deux côtés de la chaussée. Sur un itinéraire équipé de balises J6, les balises de virage J1 sont remplacées par des J6.
En cas de présence de barrière de sécurité latérale, les balises J6 peuvent être implantées derrière la barrière ou sur celle-ci au moyen d'un dispositif de fixation non agressif pour les personnes.
Sur les routes départementales, elles sont implantées tous les 50 mètres.

## Retrait
Constatant que leur présence favorise l'augmentation de la vitesse moyenne des véhicules, et du fait de leur entretien coûteux, les autorités procèdent depuis les années 1990 au retrait progressif des délinéateurs.